# رابرت تاد لینکلن
رابرت تاد لینکلن (به انگلیسی: Robert Todd Lincoln) (زاده ۱ اوت ۱۸۴۳ -مرگ ۲۶ ژوئیه ۱۹۲۶)، وکیل و وزیر جنگ ایالات متحده آمریکا، و پسر آبراهام لینکلن، رئیس جمهور و مری تاد لینکلن بود. وی عضو حزب جمهوری‌خواه ایالات متحده آمریکا بود.